# أخت
الأخت صلة قرابة تشير إلى ابنة ذات الأب أو الأم، كما يمكن أن يكونا من نفس الأب أو من نفس الأم فقط. كما يمكن أن يكونا أخوين بالرضاعة من أبوين وأمين مختلفين ورضعا من امرأة واحدة عدداً معيناً من الرضعات فأصبحا بذلك أخوين بالرضاعة.
كما يستخدم مصطلح أخت للإشارة إلى أن امرأة ما تنتمي لمجموعة فكرية أو عقائدية مشتركة.
وعيد الأخت الكبرى هو عيد ياباني يصادف يوم 6 ديسمبر للاحتفال بالأخت الكبرى.